# Sarah Connor (Terminátor)
Sarah Connor egy kitalált karakter, a Terminátor-franchise főszereplője. Ő az egyik főszereplője a Terminátor (1984), a Terminátor 2: Az ítélet napja (1991), a Terminátor: Genisys (2015) és a Terminátor: Sötét végzet (2019), valamint a Terminator című televíziós sorozatban: Sarah Connor krónikái (2008-2009) című sorozatban. A karakter az első filmben félénk, bajba jutott kislányból áldozattá, majd terrorcselekményeket elkövető, körözött szökevényből megrögzött harcossá és anyává fejlődik, aki mindent feláldozott fia jövőjéért. A saját emberségével való kapcsolatvesztés határán van, valamint mentorrá válik, aki felkészíti és megvédi pártfogoltját a sorsára. Egy másik idősíkban, amelyet a Terminator Genisys című filmben ábrázolnak, fiatalabb éveiben jár.
Sarah-t Linda Hamilton alakította a Terminátorban, a Terminátor 2: Az ítélet napja, a T2-3D: Csata az időn át, a Terminátor Salvation (csak a hangja) és a Terminátorban: Sötét végzet; emellett Emilia Clarke, Willa Taylor a Terminator Genisysben fiatalabb Sarah Connorként, Lena Headey pedig a Terminator sorozatban alakította. Az első Terminátor film egyik mellékszereplőjét szintén Sarah Connornak hívják, és a főszereplővel való azonos név miatt meggyilkolják. A másik Sarah Connort Marianne Muellerleile alakítja.